# Бородай Олександр Юрійович
Олександр Юрійович Бородай (нар. 25 липня 1972, Москва, РРФСР) — російський політичний та державний діяч, терорист, журналіст, політолог, один з ідеологів т. зв. «російського світу». Депутат Держдуми РФ, член партії «Єдина Росія». З 16 травня по 7 серпня 2014 — «прем'єр-міністр» терористичної організації ДНР. Головний радник, заступник представника Ради міністрів ДНР Олександра Захарченка (8 серпня — 20 жовтня 2014). Голова «Союзу добровольців Донбасу» з 2015. Занесений до переліку осіб, що створюють загрозу нацбезпеці Україні.

## Життєпис
Народився у Москві у сім'ї філософа євразійської орієнтації Юрія Бородая (1934—2006). Сестра — фахівець з античної та середньовічної філософії Тетяна Бородай.
Брав участь у подіях вересня-жовтня 1993 у Москві на боці Верховної ради РРФСР, що протистояла президенту Борісу Єльцину у складі однієї з бойових груп, де, за його словами, був «не найголовнішим, але й не самим рядовим».
У 1994 закінчив філософський факультет Московського державного університету імені М. В. Ломоносова і пізніше — аспірантуру, під час навчання у якій спеціалізувався з соціальної філософії, займався проблемами етнічних конфліктів і теорією еліт.
З грудня 1993 по червень 1994 працював експертом Російського фонду реформ. З червня 1994, працюючи військовим кореспондентом РІА «Новості», висвітлював першу чеченську війну, знімав телевізійні репортажі для НТВ, ОРТ. У 1997 був військовим оглядачем газети «Завтра», дописує концептуальні статті до видань, що сповідували євразійство.
З березня до листопада 1998 був радником з інвестицій в медіасферу голови Круглого столу бізнесу Росії Геннадія Гафарова, при цьому з червня 1998 переважно працював незалежним PR-консультантом. Брав участь у більш ніж десяти виборчих кампаніях різного рівня.
У серпні 1999 спеціальні кореспонденти газети «Завтра» Олександр Бородай та Ігор Стрєлков разом з бійцями спецпризначення МВС побували у Кадарській зоні у Дагестані з метою відвідування кількох сіл, де проживали ваххабіти. У цьому виданні Бородай регулярно публікується з 1996. Тематика його матеріалів — міжнаціональні відносини в країнах колишнього СРСР, армія, ситуація у Чечні і на Північному Кавказі.
У 2001—2002 роках — заступник головного редактора журналу «Русский предприниматель».
З квітня 2001 — співзасновник і генеральний директор ЗАТ «Социомастєр», що спеціалізується на консалтингу у кризових ситуаціях.
У 2021 році брав участь у виборах до Думи РФ від путінської партії Єдина Росія.

### Російсько-українська війна
У травні 2014 року став першим «прем'єр-міністром» терористичного угруповання ДНР.
З 8 серпня 2014 до 20 жовтня 2014 — радник, заступник так званої «Ради міністрів ДНР» та Олександра Захарченка.
У 2019 році він так оцінював роль Росії:

| Перед президентом РФ Путіним ми всі заборгували. Ми — це добровольці, які прийшли у 2014 році. Ми йому заборгували таку дрібницю як наші життя. Всі, хто прийшов у першій половині 2014 року, пам'ятають яка ситуація склалася у другій половині липня 2014 року. Якби не його політика, рішення і дії, то нас би не було. Так само як і не було б російського Донбасу: Донецької та Луганської народних республік. |
| — Олександр Бородай, 2019 |

З 2014 року перебуває в розшуку МВС України.

## Зв'язок з ФСБ
25 липня 2002 року російське видання АПН (рос. Агентство политических новостей) повідомило, що на пост заступника директора ФСБ з інформаційної політики та спецпроектів призначений Олександр Бородай, генерал-майор ФСБ. Він відповідатиме за «організацію найбільш делікатних операцій ФСБ на політичному полі». Джерелом інформації про призначення виступало неназване джерело у адміністрації президента РФ. Видання повідомило, що 30-річний Олександр Бородай є дипломованим філософом, випускником філософського факультету МГУ, який до цього працював у газеті «Завтра» Олександра Проханова.
30 липня 2002 року російське видання The Moscow Times опублікувало «спростування» Бородая про його призначення у ФСБ. У повідомленні було сказано, що у телефонній розмові Бородай назвав своє призначення у ФСБ цілковитою неправдою, і пояснив це жартом, влаштованим з нагоди його 30-річчя, а видання АПН назвав сенсаціоналістським.

## Особисте життя
- Розлучений. Перша дружина — студентка МДУ Катерина Казакова. Троє дітей.[джерело?]